# Amasunzu

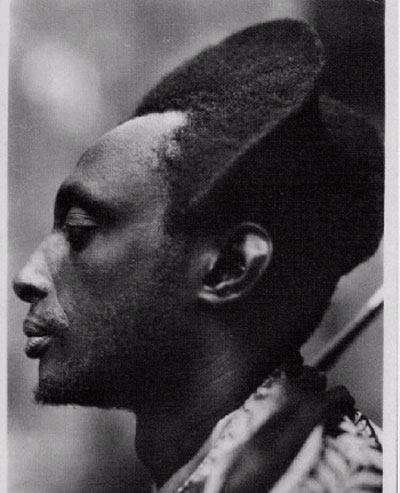
Tutsi-Mann mit Amasunzu-Frisur

Amasunzu war eine aufwendige Frisur, die unter ruandischen Männern und unverheirateten Frauen üblich war, wobei die Haare zu Kämmen gestylt wurden, die oft als halbmondförmig beschrieben wurden. Die Frisur zeigte den sozialen Status an, und Männer, die nicht Amasunzu trugen, wurden bis zum Ende des 20. Jahrhunderts mit Misstrauen betrachtet. Der Stil wurde auch von unverheirateten Frauen nach dem Alter von 18–20 Jahren getragen, um anzudeuten, dass sie im heiratsfähigen Alter waren.
Amasunzu-Frisuren finden sich als „exotisches“ Motiv in zahlreichen Darstellungen der Kolonialzeit, so zum Beispiel in Photographien von Casimir Zagourski (1883–1944) oder Gemälden von Henri Kerels (1896–1956) und Clément Serneels (1912–1991).

## In der Populärkultur
Das Albumcover von Chromakopia des amerikanischen Rappers Tyler, the Creator aus dem Jahr 2024 zeigt einen Mann mit Amasunzu-Frisur.